# System reformatoriów amerykańskich
System reformatoriów amerykańskich – typ systemu penitencjarnego ukształtowany w II połowie XIX wieku (po 1870 roku) w Stanach Zjednoczonych.

## Charakterystyka
Więzienia w tym systemie, zwane reformatoriami, współistniały ze zwykłymi więzieniami. Nie przyjmowały recydywistów ani wszelkich osób powyżej 30 roku życia. Wyjątkową cechą reformatoriów był fakt, że długość odsiadywania kary była nieokreślona – osadzeni mieli wyjść na wolność po osiągnięciu należytej poprawy. Argumentowano to tym, że sąd wydając wyrok nie jest w stanie określić czasu potrzebnego na należytą resocjalizację. W związku z tym faktyczna długość wyroku miała być określana przez specjalnie komisje lub sąd po zapoznaniu się z opinią administracji więziennej, która obserwowałaby proces resocjalizacji skazańca.
Reformatoria jako pierwsze przygotowywały więźniów do pracy w zawodzie i rozwijały zainteresowania skazańców. Umożliwiały im tworzenie zespołów artystycznych. Czasami w reformatoriach więźniowie otrzymywali wypłaty za naukę, pracę, a nawet gimnastykę; potem musieli pokryć z nich koszty życia w zakładzie i opłacić kary dyscyplinarne. Miało to na celu nauczenie ich dostosowywania wydatków do przychodów; skazaniec, by wyjść na wolność, oprócz spełniania reszty warunków, musiał także posiadać odpowiednią ilość pieniędzy, tj. taką sumę, dzięki której będzie mógł wrócić do swego miejsca zamieszkania i utrzymać się przez określony czas.

## Ocena
Uznaje się, że system reformatoriów amerykańskich nie przyniósł spodziewanych efektów. Choć początkowo spotkały się z pozytywnymi opiniami, to po czasie zaczęto je krytykować; zwłaszcza z powodu, iż brak wiedzy skazańca co do długości wyroku może mieć negatywny wpływ na jego emocje.

## Zastosowanie

### Więzienie w Elmirze
Pierwszym zakładem karnym w którym zastosowano system reformatoriów amerykańskich było więzienie w Elmirze (stan Nowy Jork) kierowane przez Zebulona Reeda Brockwaya. Więźniów dzielono na 4 klasy – 3 główne oraz klasę specjalną dla skazańców nieulegających poprawie. Skazana osoba początkowo trafiała do klasy 2. Przeniesienie do klasy 1. wymagało uzyskania 54 stopni (punktów, którymi mierzono resocjalizację), które uzyskiwano za poprawne zachowanie, prace i naukę. W ciągu miesiąca więzień mógł zdobyć maksymalnie 9 punktów, więc przy spełnianiu wszystkich wymagań awans do klasy 1. zajmował 6 miesięcy. Gdy osoba w klasie 1. zdobyła kolejne 54 punkty, przyznawane na tych samych zasadach, była zwalniana z zakładu karnego. Brak poprawy i zdobywania punktów w niektórych wypadkach skutkował degradacją do niższych klas, w ostateczności do 4. klasy specjalnej – umieszczeni w niej więźniowie przebywali w izolatkach tracąc wszystkie przysługujące im ulgi i uprawnienia. Jeśli więzień dalej się nie poprawiał, wysyłano go do zwykłego więzienia. To na wzór więzienia w Elmirze powstały inne reformatoria.